# Черюмкин
Черюмкин — хутор в Аксайском районе Ростовской области.
Входит в состав Верхнеподпольненского сельского поселения.

## География
Расположен в 30 км (по дорогам) юго-восточнее районного центра — города Аксай. Рядом с хутором проходит граница с Багаевским районом области.

### Улицы
- пер. Юбилейный,
- ул. Молодёжная,
- ул. Набережная,
- ул. Садовая,
- ул. Центральная.

## История
Хутор основан в 1917 году, во время небывалого до тех пор наводнения реки Дон, когда не затопленной осталась только территория около кургана, где по преданию был захоронен татарский хан Черюм.
Домики перетаскивали волоком, волами из хутора Алитуб. Первыми переселившимися семьями были Зерщиковы, Фарапоновы, Алексеевы, Серебряковы.
До 1919 года хутор назывался «Зимовники», с 1919 года до 1929 года — хутор Черюмкин. В1929 году в хуторе была образована полеводческая бригада от колхоза «Знамя коммуны». В период коллективизации и раскулачивания до 1954 года хутор назывался — «Трудовой Казак».
В годы Великой Отечественной войны, с июля 1942 года, жители хутора попали под оккупацию фашистской Германии. 1943 год стал годом освобождения. Ночью 23 января полки 24-й гвардейской стрелковой дивизии завязали бой против врага. Погибших захоронили в одном месте, где сразу же после войны установили башню подбитого советского танка, там до сих пор есть братская могила, куда из года в год школьниками и жителями хутора 3 февраля и 9 мая возлагаются венки и цветы в память о погибших воинам.
После освобождения, для жителей хутора наступили трудные времена. Все тяготы послевоенного времени можно видеть из приказа — от 25 июня 1943 года: «Работу в поле, на огороде, на ремонте производить с 5 часов утра до 9 часов вечера, с перерывом на завтрак полчаса, обед 1 час, полдник- полчаса /общий трудовой день 16 часов». Приказ от 8 июля 1947 года. «Уборка колосовых. Домохозяйки и дети старше 10 лет для сбора колосьев. Вышедшим выдать по 0,5 кг хлеба, не вышедшим паёк не давать».
С 12.05.1954 года на основании приказа по Ростовскому консервному тресту, создан Аксайский «Плодовоовощной» совхоз. С июня 1954 года хутору вернули историческое название, и по настоящее время он так и называется — хутор Черюмкин. С мая 1986 года совхоз стал называться «Майским». В 1999 году в связи с реорганизацией совхоза «Майский» организовалось СХПК «Колхоз Донской».

## Население
| 1989 | 2002 | 2010 |
| ---- | ---- | ---- |
| 843  | ↗895 | ↗961 |

## Инфраструктура
Были простроены — сельский дом культуры, библиотека, детский сад-школа, выделено помещение под ФАП, отделение почты.
На братской могиле башню танка поставили на пьедестал, у подножья кургана разбили аллею, в ней установили памятник — «Солдат целует знамя» и гранитные плиты «Благодарные Черюмкинцы — землякам, не вернувшимся с войны»